# Unbedingt konvergente Reihe
Die unbedingte konvergente Reihe ist ein Begriff aus der Funktionalanalysis, der ein bestimmtes Konvergenzverhalten von Reihen beschreibt. Man spricht von unbedingter Konvergenz einer Reihe, wenn die Konvergenz unempfindlich gegenüber Umordnungen der Reihe ist. Im Endlichdimensionalen ist dies äquivalent zur absoluten Konvergenz, im Unendlichdimensionalen ist das nicht mehr der Fall.

## Definition
Sei {\displaystyle X} ein topologischer Vektorraum. Sei {\displaystyle I} eine Indexmenge und {\displaystyle x_{i}\in X} für alle {\displaystyle i\in I}.

Man sagt, eine Reihe {\displaystyle \textstyle \sum _{i\in I}x_{i}} konvergiert unbedingt gegen {\displaystyle x\in X}, falls
- die Indexmenge {\displaystyle I_{0}:=\{i\in I:x_{i}\neq 0\}} abzählbar ist und
- für jede bijektive Abbildung {\displaystyle a\colon \mathbb {N} \rightarrow I_{0}} die Gleichung

{\displaystyle \lim _{n\to \infty }\sum _{j=1}^{n}x_{a(j)}=x}
gilt.
Dieser Begriff wird meistens in Banachräumen untersucht, kann aber auch in normierten, lokalkonvexen oder wie oben allgemein in topologischen Vektorräumen betrachtet werden.

## Äquivalente Charakterisierungen
Es existieren verschiedene äquivalente Charakterisierungen der unbedingten Konvergenz.
Die Reihe {\displaystyle \textstyle \sum _{i\in I}x_{i}} konvergiert unbedingt genau dann, wenn für alle {\displaystyle (\varepsilon _{i})_{i\in I}\in \{-1,1\}^{|I|}} die Summe
{\displaystyle \sum _{i\in I}\varepsilon _{i}x_{i}}
konvergiert.

## Anwendungen
- Mit Hilfe dieser Definition lässt sich z. B. in einem topologischen Vektorraum der übliche Begriff einer „konvergenten Summe von Unterräumen“ als Erweiterung der bereits bekannten Summe von Unterräumen einführen:
  - Summe von Unterräumen:
 {\displaystyle \sum _{i\in I}U_{i}:=\left\{\sum _{i\in I}u_{i}:u_{i}\in U_{i},u_{i}=0{\text{ für fast alle }}i\in I\right\}}
  - Erweiterung „Konvergente Summe von Unterräumen“:
 {\displaystyle \sum _{i\in I}U_{i}:=\left\{\sum _{i\in I}u_{i}:u_{i}\in U_{i},\sum _{i\in I}u_{i}{\text{unbedingt konvergent}}\right\}}
 Wichtig hierbei ist vor allem, dass der Wert der Reihe nicht von der Umordnung abhängt. Ansonsten wären die Elemente nicht wohldefiniert.
- Das Birkhoff-Integral für Banachraum-wertige Funktionen wird mit Hilfe der unbedingten Konvergenz in Banachräumen definiert.

## Zusammenhang zur absoluten Konvergenz

### Satz von Riemann
Sei {\displaystyle X:=\mathbb {R} ^{n}} der zugrundeliegende Banachraum und {\displaystyle I} eine abzählbare Indexmenge. Dann besagt ein Satz von Riemann, dass die Reihe {\displaystyle \textstyle \sum _{i\in I}x_{i}}
genau dann unbedingt konvergiert, wenn sie absolut konvergiert.

### Satz von Dvoretzky-Rogers
In unendlichdimensionalen Räumen sind die unbedingte Konvergenz und die absolute Konvergenz nicht mehr äquivalent. Dies besagt der Satz von Dvoretzky-Rogers, der nach Aryeh Dvoretzky und Claude Ambrose Rogers benannt wurde. Präzise besagt er, dass in jedem unendlichdimensionalen Banachraum eine unbedingt konvergente Reihe existiert, die nicht absolut konvergiert. Die Umkehrung, nach der jede absolut konvergente Reihe unbedingt konvergiert, gilt auch im unendlichdimensionalen Fall.